# Archivo del Adelantamiento de Castilla
El Archivo del Adelantamiento de Castilla es un edificio de la localidad española de Covarrubias, en la provincia de Burgos (Castilla y León).
Es la sede del Museo del Libro, que entre otros cuenta con los fondos del desaparecido Museo del Libro Fadrique de Basilea de Burgos.

## Historia
Fue construido en la segunda mitad del siglo XVI y restaurado en 1963, incrustado en las murallas, de las que en adelante fue puerta norte y que a su vez le sirvieron de estribo. A mediados del siglo XVIII desaparecieron los pocos restos que aún quedaban en aquel lado.
El edificio, que fue declarado monumento histórico-artístico el 13 de julio de 1961, mediante un decreto publicado el día 25 de ese mismo mes en el Boletín Oficial del Estado con la rúbrica del dictador Francisco Franco y del entonces ministro de Educación Nacional Jesús Rubio García-Mina, cuenta en la actualidad con el estatus de Bien de Interés Cultural.
Está también incluido dentro del área delimitada como Bien de Interés Cultural, en la categoría de conjunto histórico, de la localidad.

## Descripción
Tiene forma de prisma pétreo de base rectangular, tres alturas con ventanas renacentistas, notable rejería, gran escudo en el centro y contrafuertes en esquinas y junto al arco de entrada. Traza y proyecto se deben a Juan de Herrera, ejecución a Juan de Vallejo, quien aportó detalles platerescos.